# Hipódromo de Meydan
El Hipódromo de Meydan es un centro de carreras de caballos ubicado en Dubái, uno de los Emiratos Árabes Unidos. Abrió sus puertas el 27 de marzo de 2010 en sustitución del hipódromo de Nad Al Sheba que anteriormente ocupaba el mismo sitio. Es capaz de dar cabida a más de 60.000 espectadores en una tribuna de una milla de largo. Cuando no se utiliza para las carreras sirve como un centro integral de negocios y conferencias. También se han previsto un museo de carreras de caballos y una galería. El proyecto también incluye un campo de golf de 9 hoyos. El Hipódromo de 7,5 millones de metros cuadrados incluye la Marina de Meydan, The Meydan - El primer hotel de carreras de 5 estrellas del mundo, con 285 habitaciones, 2 pistas y una Tribuna, que comprende un hotel, restaurantes, un museo de las carreras y 72 suites corporativas para el entretenimiento durante todo el año.